# جون دبليو. أوينز
جون دبليو. أوينز (بالإنجليزية: John W. Owens)‏ هو صحفي أمريكي، ولد في 2 نوفمبر 1884، وتوفي في 24 أبريل 1968.